# Долки

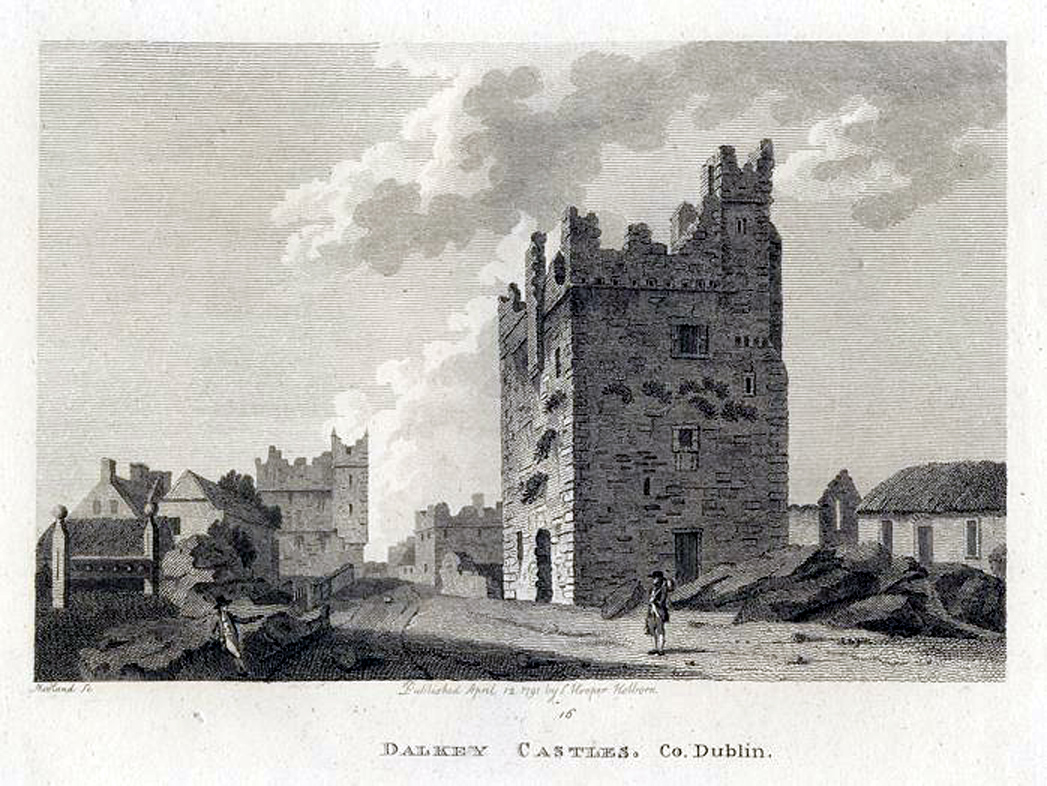
Замок Долки

Долки (англ. Dalkey; ирл. Deilginis) — пригород Дублина, Ирландия. Находится в графстве Дун-Лэаре-Ратдаун (провинция Ленстер).
Население 8405 жителей (2006).
Местная железнодорожная станция была открыта 10 июля 1854 года.